# Zurab Mamaladze
Zurab Mamaladze (georgiska: ზურაბ მამალაძე) född 2 oktober 1982 i Tbilisi, är en georgisk fotbollsmålvakt som för närvarande spelar för Merani Martvili i Umaghlesi Liga. 
Efter att Grigol Tjanturia, Zestaponis tidigare förstamålvakt, värvats av FK Sioni Bolnisi, värvades Mamaladze till klubben från Mglebi Zugdidi år 2009. 
Mamaladze har hittills gjort tre landskamper för Georgiens herrlandslag i fotboll, debuten den 21 februari 2004 samt ytterligare två matcher, en den 9 september 2009 och en den 10 augusti 2011.